# Школа Хартвига Ниссена
Школа Хартвига Ниссена (норв. Hartvig Nissens skole), неофициально именуемая Ниссен, — средняя школа старшей ступени и бывшая женская гимназия в Осло, Норвегия, в настоящее время с совместным обучением. Расположена в районе Ураниенборг в богатом районе Вест-Энд Фрогнер.
Это старейшая в Норвегии средняя школа для девочек, которая считается одной из двух самых престижных средних школ страны, наряду с традиционно мужской Соборной школой Осло; среди ее выпускников много известных личностей и два члена норвежской королевской семьи.
Школа была основана как Nissen’s Girls' School (школа для девочек Ниссенс) Устаревшие названия: Nissens Pigeskole, позже Nissens Pikeskole. Это была частная школа, основанная Хартвигом Ниссеном (1815—1874) в 1849 году. Это была первая школа в стране, которая предлагала женщинам экзамены на звание учителя и подготовку учителей. Заведение принимало девочек и женщин, а школа и ее владельцы сыграли ключевую роль в продвижении женского образования в 19-м и начале 20-го века.
После 2015 года Ниссен стал известен как в Норвегии, так и за рубежом благодаря интернет-драматическому сериалу NRK «Скам».

## История
Изначально женская школа была основана в 1849 году школьным учителем Хартвигом Ниссеном, и названа Nissen’s Girls' School (школа для девочек Ниссен). Это была первая школа в стране, которая предлагала женщинам экзамены на звание учителя и подготовку учителей.
Она помогла проложить путь женскому образованию и, в конечном итоге, занять место женщин в качестве учителей в школах. Академическое сообщество делало упор на науку и живые языки в отличие от традиционной латинской школы. Женская школа начала готовить учителей-женщин еще в 1860-х годах с целью подготовки учителей для своей собственной школы.
Школа была частной собственностью ее директоров, но в 1918 году была продана муниципалитету Христиании. Nissen’s Girls' School была первым учреждением в Норвегии, которое предложило examen artium — вступительный экзамен в университет — для женщин. Тогдашний владелец Бернхард Катринус Паусс также основал первое высшее образование для женщин в Норвегии, женский педагогический колледж под названием Nissen’s Teachers' College (Nissens Lærerinneskole).
Раньше школа также имела свой собственный педагогический колледж. Школа и ее педагогический колледж были первой гимназией и первым высшим учебным заведением в Норвегии, которое принимало девочек и женщин, а школа и ее владельцы сыграли ключевую роль в продвижении женского образования в 19-м и начале 20-го века. Школа была описана в британской Палате общин в 1907 году как «пионера высших женских школ в Норвегии». В 1955 году в женскую школу были приняты несколько мальчиков, и с тех пор школа постепенно стала смешанной.
Nissen’s Girls' School в основном обслуживала высшую буржуазию и была одной из трех ведущих частных высших школ в Осло, наряду со школой Фрогнер и школой Вестхайм. Благодаря своему расположению в богатом районе Фрогнер, а также потому, что до «образовательной революции» 1960-х годов гимназию посещало мало норвежцев из рабочего класса, она оставалась школой для учеников из состоятельных семей. И после того, как ее приобрел муниципалитет, сегодня в ней учатся ученики со всех частей Осло и с более разнообразным происхождением. Среди ее выпускников — два члена норвежской королевской семьи, принцесса Рагнхильд и принцесса Астрид.
С 1849 по 1860 год школа располагалась по адресу Rosenkrantz' Gade 7, а 1860 по 1899 год — в здании по адресу Øvre Vollgate 15 в центре Осло. Тогдашний владелец и директор Бернхард Паусс перенес школу по ее нынешнему адресу, Niels Juels gate 56, заказав её в 1897 году. Здание было спроектировано сыном Хартвига Ниссена, архитектором Хенриком Ниссеном, и построено Харальдом Каасом.
Школа для девочек постепенно стала школой совместного обучения, после того как в 1955 году были приняты четыре мальчика вместе с сотнями девочек. Школа для девочек Ниссена изменила свое название на школу Ниссена в 1957 году и на школу Хартвига Ниссена в 1963 году. В 1991 году она также приобрела здания своего соседа — две школы Фрогнера и школы Хаагаас по адресу Niels Juels gate 52.
Школа славится своей ориентацией на театр, среди ее выпускников много актеров. Это была также первая школа в Норвегии, в которой в 1919 году был создан ученический совет.

## Владельцы
- Хартвиг Ниссен (1849—1872, единственный владелец до 1865 года, затем владел одной третью)
- Йохан Карл Кейзер (1865—1899, одна треть)
- Эйнар Личе (1865—1899, одна треть)
- Андреас Мартин Корнелиуссен (1899—1900, половина)
- Бернхард Катринус Паусс (1872—1903, одна треть до 1899 года, одна половина до 1900 года и единственный владелец 1900—1903)
- Frogner skoles interessentskap (Торвальд Пребенсен, Теодор Хаагаас и др.) (1903—1918, единственный владелец)
- Муниципалитет Христиания, Осло (единственный владелец с 1918 г.)[4]

## Известный преподавательский состав
Известные люди, преподававшие в школе для девочек Ниссен/Школе Хартвига Ниссена:
- Петер Людвиг Мейделл Силов — математик, доказавший основополагающие результаты в теории групп.
- Уле Якоб Брох, математик, физик, экономист и министр правительства.

## Известные выпускники
Среди известных людей, окончивших школу для девочек Ниссен/школу Хартвига Ниссена, были:
- Принцесса Рагнхильда
- Принцесса Астрид Норвежская
- Алетт Энгельхарт, активистка женского движения
- Клара Хольст, первая женщина, получившая докторскую степень в Норвегии
- Ева Нансен, меццо-сопрано и жена Фритьофа Нансена
- Харриет Бэкер, художник
- Хеге Шойен, комик
- Джон Балк, джазовый музыкант
- Лиа Майрен, актриса и фотомодель
- Лилльбьёрн Нильсен, автор песен
- Маргрете Мунте, детская писательница, автор песен и драматург
- Маргрете Парм, христианский лидер и руководитель скаутов
- Мария Бонневи, актриса
- Рагна Нильсен, педагог
- Рагнхильд Йёльсен, писательница
- Тарьей Сандвик Му, актёр
- Торил Брекке, писательница
- Триана Иглесиас, модель
- Ульрик Имтиаз Рольфсен, кинорежиссер[4]

## Упоминания о школе
Школа упоминается в пьесе Генрика Ибсена "Комедия любви "; исследователь творчества Ибсена Иво де Фигейредо отмечает, что « Комедия любви богата во многих отношениях. Однако наиболее яркие ссылки были на современную Христианию, и внимательные читатели могли заметить ссылки на такие места, как Курляндия, „Улочка влюблённых“ в Кристиании и такие учреждения, как школа для девочек Хартвига Ниссена».
Школа Хартвига Ниссена была в центре внимания благодаря норвежскому телесериалу «Скам» (Стыд), там проходили съёмки. Это шоу о норвежских подростках, девочках и мальчиках, которые живут в Осло и посещают школу Хартвига Ниссена.  Сериал стал всемирно известен и получил несколько наград
В феврале 2018 года принц Уильям и Кэтрин Миддлтон, члены Британской королевской семьи, посетили школу Хартвига Ниссена, чтобы встретиться с актёрами сериала «Стыд» и узнать больше о Skam, его влиянии на жизнь актёров и обсудить молодежь и психическое здоровье.